# Taťána Sevrjokovová
Taťána Sevrjokovová  (rusky Татьяна Никитична Севрюкова) (* 30. června 1917 Taškent – 1981) byla sovětská atletka, mistryně Evropy ve vrhu koulí z roku 1946.

## Sportovní kariéra
V roce 1946 zvítězila na mistrovství Evropy ve vrhu koulí (zároveň obsadila šesté místo v soutěži diskařek). V roce 1948 vytvořila světový rekord výkonem 14,59 m.